# Baron Harmsworth

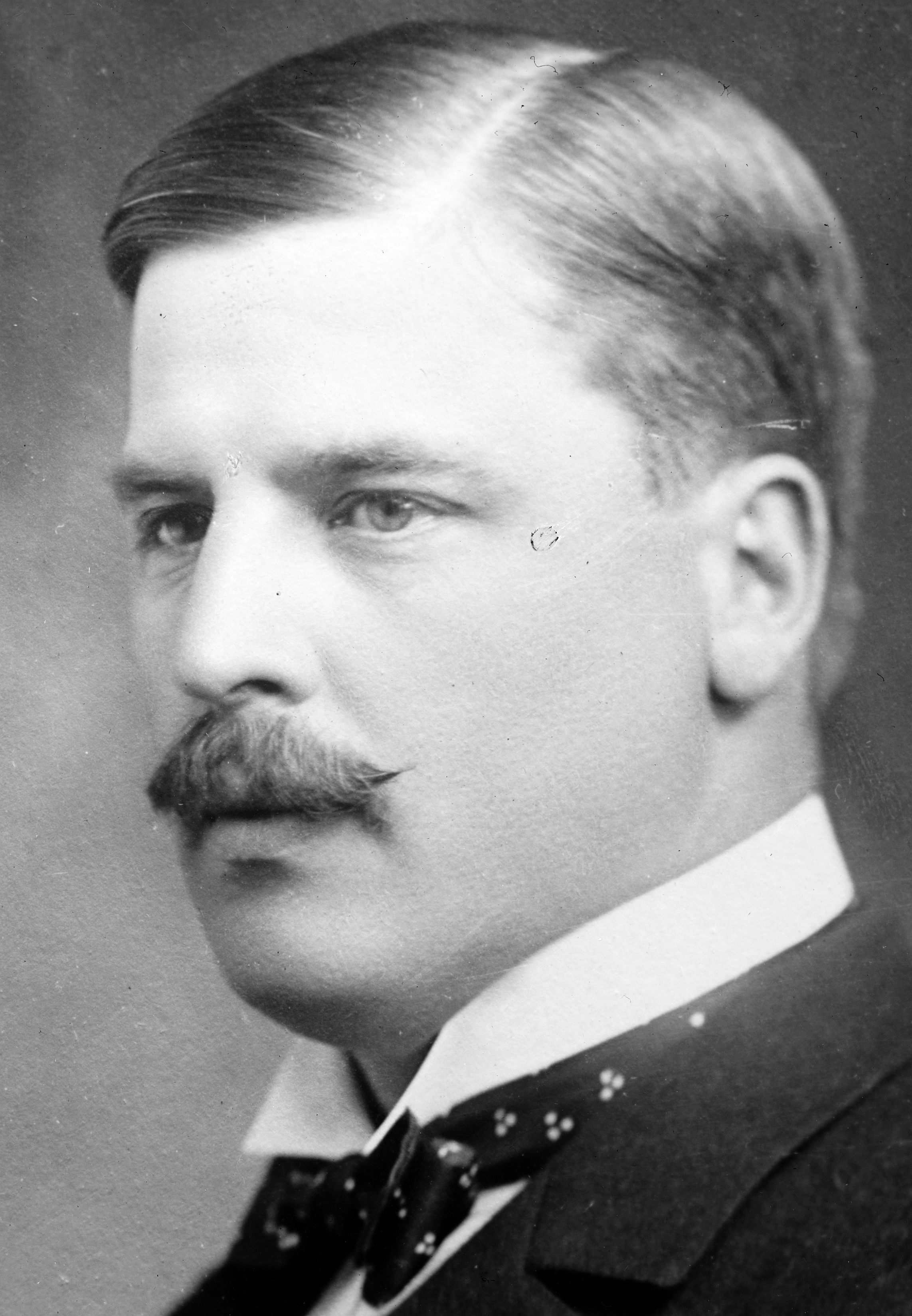
Cecil Harmsworth, 1. Baron Harmsworth

Baron Harmsworth, of Egham in the County of Surrey, ist ein erblicher britischer Adelstitel in der Peerage of the United Kingdom.
Familiensitz der Barone ist The Old Rectory in Stoke Abbott bei Beaminster in Dorset.

## Verleihung
Der Titel wurde am 4. Februar 1939 dem liberalen Politiker Cecil Harmsworth verliehen. Dieser war 1919 bis 1922 Under-Secretary of State im britischen Außenministerium.
Heutiger Titelinhaber ist seit 1990 dessen Enkel Thomas Harmsworth als 3. Baron.

## Liste der Barone Harmsworth (1939)
- Cecil Harmsworth, 1. Baron Harmsworth (1869–1948)
- Cecil Harmsworth, 2. Baron Harmsworth (1903–1990)
- Thomas Harmsworth, 3. Baron Harmsworth (* 1939)

Titelerbe (Heir Apparent) ist der Sohn des aktuellen Titelinhabers, Hon. Dominic Harmsworth (* 1973).